# Signal (트와이스의 노래)
"SIGNAL"은 대한민국의 걸 그룹 트와이스의 곡이다. 2017년 5월 15일 JYP 엔터테인먼트를 통해 발매되었고 KT 뮤직을 통해 유통되었으며, 동명의 네 번째 미니 앨범의 리드 싱글이다. "Signal"의 일본어 버전은 뮤직 비디오의 짧은 버전과 함께 2017년 6월 14일 첫 일본 컴필레이션 앨범 #TWICE의 프로모션 싱글로 발매되었다.
"Signal"은 박진영이 프로듀싱한 트와이스의 첫 리드 싱글이었다. 2017 Mnet 아시안 뮤직 어워드에서 올해의 노래와 베스트 댄스 퍼포먼스 - 여자 그룹을 수상했다.

## 배경과 발매
2017년 5월 1일 JYP 엔터테인먼트는 트와이스의 네 번째 EP Signal과 동명의 타이틀곡으로 컴백을 발표했다. "Signal"의 첫 번째 뮤직 비디오 티저는 5월 13일 온라인에 공개되었다. 15일에는 다양한 음악 사이트에서 디지털 다운로드로 발매되었다. 2017년 6월, 트와이스는 "Signal"의 한국어 및 일본어 버전을 포함한 10곡으로 구성된 컴필레이션 앨범 #Twice를 발매했다. 일본어 가사는 시모지 유와 새뮤엘 송이 썼다. "Signal (Japanese ver.)"은 뮤직 비디오의 짧은 버전과 함께 6월 14일 앨범의 프로모션 싱글로 선공개되었다.

## 구성
"Signal"은 박진영이 작사하고 박진영과 카이로스가 공동 작곡했다. 이는 트와이스와 소속사 창업자의 첫 협업이었다. 이 일렉트로팝 곡은 롤랜드 TR-808 스타일 킥과 하이햇을 특징으로 하며 힙합 요소를 통합했다. 가사적으로는 남자에게 자신의 감정을 암시하는 "사인과 신호"를 계속 보내지만 알아차리지 못하는 여자의 좌절감을 표현한다.

## 뮤직 비디오
"Signal"의 뮤직 비디오는 트와이스의 이전 뮤직 비디오를 연출한 동일한 팀인 Naive Creative Production이 감독했다. 이 뮤직 비디오는 공개 3개월 후인 2017년 8월 30일 유튜브에서 1억 뷰를 돌파했다. 12월 7일, 그해 유튜브 한국에서 가장 인기 있는 뮤직 비디오 2위를 차지했으며, 1위는 "Knock Knock"이었다고 발표되었다. 또한 2017년 일본 유튜브 인기 트렌드 뮤직 비디오에서 9위를 차지했다.
이 뮤직 비디오는 초록 머리 외계인과 각자 초능력을 가진 트와이스 아홉 멤버를 특징으로 하는 공상 과학 판타지 테마를 가지고 있다. 나연의 초능력은 시간 역행, 정연은 시간 정지, 모모는 초고속, 사나는 투명, 지효는 X선 시야, 미나는 최면, 다현은 자기 복제, 채영은 염력, 그리고 쯔위는 초강력이다. "Cheer Up" 뮤직 비디오에 등장했던 카메라맨도 볼 수 있다. 마지막에는 멤버들이 외계인으로 변신한다.

## 상업적 성과
"Signal"은 가온의 디지털 차트에서 2주 연속 1위, 빌보드 재팬 핫 100에서 4위를 기록했다. K-pop 핫 100에서 1위, 빌보드 차트의 월드 디지털 송 세일즈에서 3위, 필리핀 핫 100에서 22위를 기록했다.

## 수상
"Signal"은 대한민국 음악 프로그램에서 뮤직뱅크와 인기가요에서 트리플 크라운을 포함하여 12개의 상을 수상했다. 2017 Mnet 아시안 뮤직 어워드에서 "Signal"은 올해의 노래상과 베스트 댄스 퍼포먼스 - 여자 그룹을 수상했다. 같은 시상식에서 베스트 뮤직 비디오 후보에 올랐고, 제7회 가온차트 뮤직 어워드에서는 올해의 가수상 - 디지털 음악(5월) 후보에 올랐지만, 각각 방탄소년단의 "봄날"과 싸이의 "I Luv It"에 밀려 수상하지 못했다. 또한 2017년 5월 29일과 6월 6일에 주간 멜론 인기상 2개를 받았다.
| 프로그램     | 날짜            | Ref.   |
| ------------ | --------------- | ------ |
| 쇼 챔피언    | 2017년 5월 24일 | [ 31 ] |
| 쇼 챔피언    | 2017년 5월 31일 | [ 32 ] |
| 엠카운트다운 | 2017년 5월 25일 | [ 33 ] |
| 엠카운트다운 | 2017년 6월 1일  | [ 34 ] |
| 뮤직뱅크     | 2017년 5월 26일 | [ 35 ] |
| 뮤직뱅크     | 2017년 6월 9일  | [ 36 ] |
| 뮤직뱅크     | 2017년 6월 16일 | [ 37 ] |
| 쇼! 음악중심 | 2017년 5월 27일 | [ 38 ] |
| 쇼! 음악중심 | 2017년 6월 3일  | [ 39 ] |
| SBS 인기가요 | 2017년 5월 28일 | [ 40 ] |
| SBS 인기가요 | 2017년 6월 4일  | [ 41 ] |
| SBS 인기가요 | 2017년 6월 11일 | [ 42 ] |

## 차트
| 차트 (2017)                         | 최고 순위 |
| ----------------------------------- | --------- |
| 일본 (재팬 핫 100)                  | 4         |
| 필리핀 (필리핀 핫 100)              | 22        |
| 대한민국 (가온)                     | 1         |
| 대한민국 (K-pop 핫 100)             | 1         |
| 미국 월드 디지털 송 세일즈 (빌보드) | 3         |

| 차트 (2017)        | 순위 |
| ------------------ | ---- |
| 일본 (재팬 핫 100) | 23   |
| 대한민국 (가온)    | 30   |

## 인증 및 판매
| 국가                        | 인증 | 판매량/출하량 |
| --------------------------- | ---- | ------------- |
| 대한민국                    | —    | 1,250,964     |
| 스트리밍                    |      |               |
| 일본 (RIAJ)                 | 골드 | 50,000,000    |
| 스트리밍을 기반으로 한 인증 |      |               |

## 같이 보기
- 2017년 가온 디지털 차트 1위 목록
- K-pop 핫 100 1위 목록